# Ouyang Nana

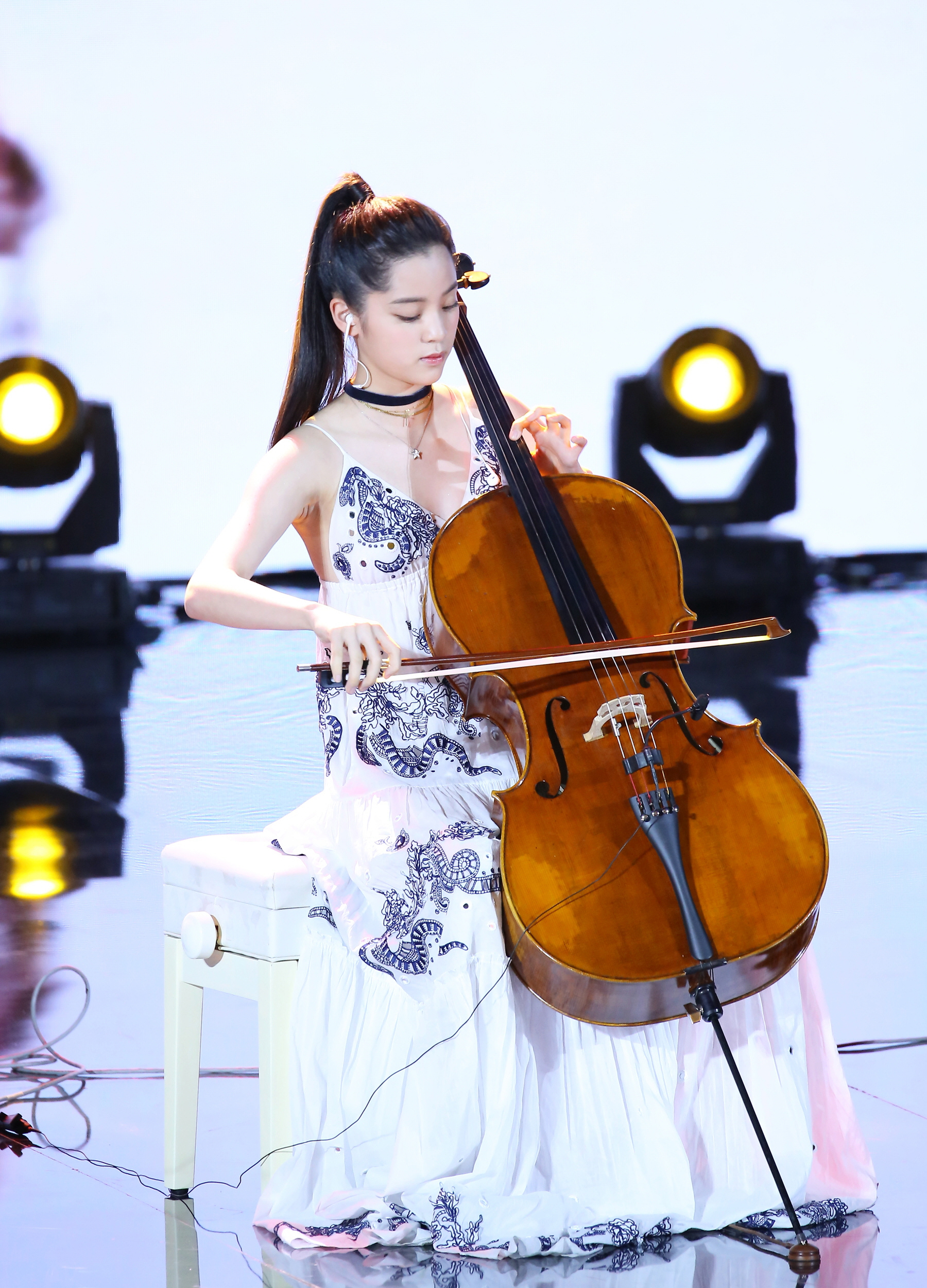
Ouyang Nana, 2017

Ouyang Nana (chinesisch: 歐陽娜娜; pinyin: Ōuyáng Nànà; * 15. Juni 2000 in Taipei, Taiwan), auch bekannt als Nana Ou-yang oder Na-Na Ou-yang, ist eine taiwanesische Musikerin und Schauspielerin, die als Cellistin und vor allem für ihre Filmrollen in dem Coming-of-Age-Liebesfilm Secret Fruit (chinesisch: 秘果) und dem Actionfilm Bleeding Steel mit Jackie Chan bekannt wurde.

## Karriere
Ouyang Nana ist die Tochter des taiwanesischen Schauspielers und späteren Stadtrats von Taipeh Ouyang Long und der Schauspielerin Sunny Fu. Sie wurde im Jahr 2000 in Taipei, der Hauptstadt von Taiwan, geboren.

### Musikalische Karriere
Inspiriert von der Cellistin Mei-Ying Liao begann Ouyang Nana im Alter von vier Jahren Gitarre zu spielen, im Alter von fünf Jahren Klavier und im Alter von sechs Jahren Cello. Sie gewann den ersten Platz in Cello und Gitarre und den zweiten Platz im Klavier bei der „Wenhua Taiwan Cup Music Competition“ in Taiwan. 2008 begann sie, das Musikprogramm an der Dun-Hua Grundschule zu besuchen. Sie absolvierte die Schule 2012 mit Auszeichnung.
Im Jahr 2010 wurde sie zum Cellostudium an der Affiliated Junior High School der National Taiwan Normal University (NTNU; Chinesisch: 國立臺灣師範大學; pinyin: Guólì Táiwān Shīfàn Dàxué) zugelassen. Im selben Jahr wurde sie die Hauptcellistin des Century Youth Orchestra. Im Jahr 2011 belegte sie den ersten Platz bei der „Grand Taiwan National Music Competition“ in den Kategorien Cello und Streichquartett und den ersten Platz beim „National Music Competition of Taiwan“. Sie hat auch am „National Cello Institute Summer Festival“ in den USA und 2011 am „Salut Summer Festival“ in Taitung teilgenommen.
Im Jahr 2012 wurde Ouyang die jüngste Cellistin, die ein Solo-Recital-Debüt in der Concert Hall of Taiwan gab. Im selben Jahr gewann sie den First Award beim Taiwan School Year 100 National Music Competition und wurde in das Junior High Music Programm der National Taiwan Normal University aufgenommen. 2013 begann Ouyang mit dem Besuch des Curtis Institute of Music in Philadelphia. Sie gab eine Reihe von ausverkauften Konzerten in Taiwan und wurde vom Orchestra Ensemble Kanazawa in Japan eingeladen, um in einem ihrer Konzerte zu spielen. 2015 verließ sie das Curtis Institute of Music. Sie unterschrieb beim Mercury Classics Label der Universal Music Group und veröffentlichte ihr klassisches Solo-Debütalbum 15. 2016 veröffentlichte sie ihre erste Single Warming Your Winter für ihr erstes Fernsehdrama Yes! Mr. Fashion, produziert vom Mandop-Produzenten Jim Lee.

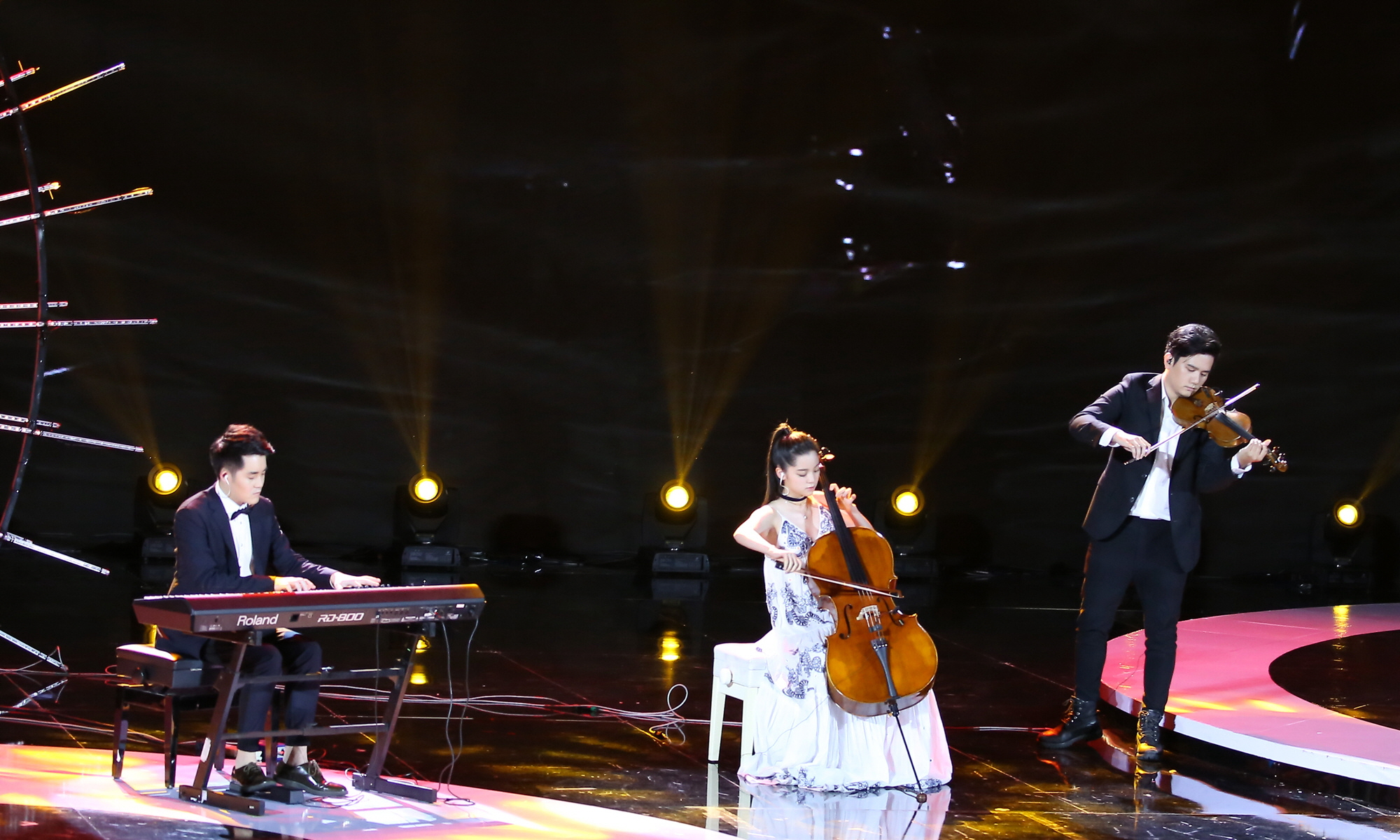
Ouyang Nana bei einem Konzert, 2017

Im Jahr 2017 veröffentlichte sie ihr zweites Album, Cello Loves Disney. Im Dezember trat sie bei den Oscars der Wissenschaft auf, wo sie eine Interpretation von "See You Again" neben dem amerikanischen Rapper Wiz Khalifa aufführte. Ouyang war die erste Asiatin (und überhaupt die erste Person aus Asien), die bei der Veranstaltung auftrat.

### Filmkarriere
Im Filmbereich erregte Ouyang Nana erstmals 2014 Aufmerksamkeit mit ihrem Auftritt in dem Liebesfilm Beijing Love Story, wo sie als Cellistin spielte. Danach spielte sie in dem Sportfilm To the Fore, wo sie für ihre Rolle beim Macau International Film Festival als beste Nebendarstellerin nominiert wurde.
Im Jahr 2016 begann sie mit den Dreharbeiten für den Science-Fiction-Film Bleeding Steel mit Jackie Chan. Im selben Jahr debütierte sie in der Romantikkomödie Ja! Mr. Fashion mit Chen Xuedong. 2017 wurde sie als weibliche Hauptrolle in dem Jugendfilm Secret Fruit besetzt, basierend auf dem gleichnamigen Roman von Rao Xueman.
Im Jahr 2018 wurde sie als weibliche Hauptrolle im Fantasy-Abenteuerdrama The Great Ruler mit Roy Wang besetzt.
Im September 2018 nahm Ouyang Nana ihr Musikstudium wieder auf, diesmal am Berklee College of Music in Boston, Massachusetts.

## Diskographie
Alben
- 2015: 15
- 2017: Cello Loves Disney (梦想练习曲)

Singles
- 2016: "溫暖你的冬" ("Warming Your Winter"; vom Soundtrack Yes! Mr. Fashion OST)
- 2017: "秘语" ("The Secret Words"; vom Soundtrack Secret Fruit OST, mit Chen Feiyu)[17]
- 2017: "给17岁的自己" ("For My 17-year-old Self"; vom Soundtrack Secret Fruit OST[18])
- 2017: "17岁的我, 有些话想说" ("17-year-old, I've Got Something to Say"; vom Soundtrack Secret Fruit OST)
- 2018: "树洞" ("Tree Hollow")
- 2019: "To Me"

## Filmographie
- 2014: 北京爱情故事 (Beijing Love Story)
- 2015: 破风 (To the Fore)
- 2016: 是！尚先生 (Yes! Mr. Fashion), Fernsehfilm
- 2016: 王牌逗王牌 (Mission Milano)[19]
- 2017: 美好的意外 (Beautiful Accident)[20]
- 2017: 秘果 (Secret Fruit)
- 2017: 机器之血 (Bleeding Steel)
- 2019: 大主宰 (The Great Ruler), Fernsehfilm

## Auszeichnungen
| Jahr | Preis                        | Kategorie                       | Werk                  | Ergebnis | Beleg  |
| ---- | ---------------------------- | ------------------------------- | --------------------- | -------- | ------ |
| 2016 | Hito Music Awards            | iQiyi Popularity Award          | "Warming Your Winter" | gewonnen | [ 21 ] |
| 2017 | 31. Japan Gold Disc Award    | Best 3 New Artist               | 15                    | gewonnen | [ 22 ] |
| 2017 | 17. Top Chinese Music Awards | Most Anticipated Promising Idol | 15                    | gewonnen | [ 23 ] |

## Belege
1. 1 2  Taiwan Rising Stars Classical Music Concert Features Nana Ou-Yang, Lo-An Lin, Daniel Hsu - Blog.AsianInNY.com. In: Asianinny Blog. Abgerufen am 14. Dezember 2017.
2. ↑  Baby A. Gil: Meet teenage cellist Nana Ou-Yang. In: Philstar. Abgerufen am 14. Dezember 2017.
3. 1 2  Who is Nana Ou-yang? Meet the first Asian to perform at the ‘Oscars of science’. In: South China Morning Post. 8. Dezember 2017.}
4. ↑  00后的进击势不可挡 欧阳娜娜崭露头角. In: Netease. 29. August 2014.
5. ↑  Cellist Ouyang Nana responds to critics of her decision to leave the Curtis Institute of Music. In: Global Times. Abgerufen am 14. Dezember 2017.
6. ↑  15-year Old Cellist Releases Her New Album. In: China Radio International. Abgerufen am 14. Dezember 2017.}
7. ↑  Taiwan teen actress starts new chapter with cello. In: China Daily. 27. November 2015.
8. ↑  歐陽娜娜發布首支單曲《溫暖你的冬》. In: Sina. 7. Juni 2016.
9. ↑  欧阳娜娜新专辑《Cello Loves Disney》正式全球发行. In: ifeng. 16. Juni 2017.
10. ↑  刘昊然欧阳娜娜获赞天使 纯爱初恋引全民回忆. In: Sina. 1. Juni 2014.
11. ↑  《破风》曝光 "上阵父女兵 "剧照. In: Mtime. 14. Juli 2015.
12. ↑  Nana Ou-yang on releasing her Album “15” and working with Jackie Chan in "Bleeding Steel". In: Hello Asia! Abgerufen am 14. Dezember 2017.
13. ↑  郭敬明电视剧处女作开机 陈学冬欧阳娜娜首触电. In: Sohu. 3. März 2016.
14. ↑  陈飞宇欧阳娜娜讲述17岁青春心事. In: Mtime. 7. Juli 2017.
15. ↑  王源欧阳娜娜《大主宰》解锁造型 携手共闯灵境之路. In: ifeng. 21. Mai 2018.}
16. ↑  欧阳娜娜9月将入学伯克利音乐学院 成王力宏学妹. In: Sina. 14. Juni 2018.
17. ↑  《秘果》发布推广曲MV 陈飞宇欧阳娜娜甜过初恋. In: Phoenix Media. 16. Juni 2017 (chinesisch).
18. ↑  《秘果》发继续青春主题曲 欧豪杨洋马思纯献声. In: Netease. 23. Juni 2017 (chinesisch).
19. ↑  《王牌逗王牌》欧阳娜娜公主装亮相. In: Mtime. 17. August 2016.
20. ↑  《美好的意外》发电台版预告 欧阳娜娜吐槽桂纶镁 双面人生性情大变. In: Mtime. 31. Mai 2017.
21. ↑  Ouyang Nana wins Hito award for first pop single "Warming Your Winter". In: Hello Asia! Abgerufen am 14. Dezember 2017.
22. ↑  The Japan Gold Disc Award 2017.
23. ↑  众星齐聚音乐风云榜 迪玛希和欧阳娜娜组CP. In: Tencent. 10. April 2017.